# ماركوس جونسون
ماركوس جونسون (بالإنجليزية: Marcus Johnson)‏ هو لاعب كرة قدم أمريكية أمريكي، ولد في 1 ديسمبر 1981 في غرينفيل في الولايات المتحدة.